# Regering-Buol
Dit artikel geeft een overzicht van de regering onder Karl Ferdinand von Buol-Schauenstein in het Keizerrijk Oostenrijk.
| Functie                            | Persoon                                      | Van             | Tot              |
| ---------------------------------- | -------------------------------------------- | --------------- | ---------------- |
| Minister-president                 | Karl Ferdinand von Buol-Schauenstein         | 11 april 1852   | 21 augustus 1859 |
| Buitenlandse Zaken                 | Karl Ferdinand von Buol-Schauenstein         | 11 april 1852   | 17 mei 1859      |
| Buitenlandse Zaken                 | Johann Bernhard von Rechberg und Rothenlöwen | 17 mei 1859     | 27 oktober 1864  |
| Handel                             | Andreas von Baumgartner                      | 11 april 1852   | 14 januari 1855  |
| Handel                             | Georg von Toggenburg                         | 7 februari 1855 | 21 augustus 1859 |
| Onderwijs                          | Leo von Thun und Hohenstein                  | 11 april 1852   | 21 augustus 1859 |
| Financiën                          | Andreas von Baumgartner                      | 11 april 1852   | 14 januari 1855  |
| Financiën                          | Karl Ludwig von Bruck                        | 10 maart 1855   | 21 augustus 1859 |
| Binnenlandse Zaken                 | Alexander von Bach                           | 11 april 1852   | 28 augustus 1859 |
| Justitie                           | Karl von Krauß                               | 11 april 1852   | 18 mei 1857      |
| Justitie                           | Franz Nádasdy                                | 18 mei 1857     | 21 augustus 1859 |
| Politie                            | Johann Franz von Kempen                      | 20 maart 1857   | 21 augustus 1859 |
| Minerale Reserves en Mijnbouw      | Ferdinand von Thinnfeld                      | 11 april 1852   | 17 januari 1853  |
| Eerste Vleugeladjudant des Keizers | Carl Grünne                                  | 25 januari 1857 | 21 augustus 1859 |
| Oorlog                             | Anton von Csorich di Monte Creto             | 11 april 1852   | 7 maart 1853     |
| Zonder portefeuille                | Franz Seraph Stadion                         | 11 april 1852   | 8 juli 1853      |

Kolowrat · Pillersdorf · Wessenberg · Schwarzenberg · Buol · Rechberg · Aartshertog Reinier · Belcredi